# Лараворе (Долина Аосте)
Лараворе је насеље у Италији у округу Долина Аосте, региону Долина Аосте.
Према процени из 2011. у насељу је живело 56 становника. Насеље се налази на надморској висини од 819 м.